# Championnat d'Arménie de football 2007
Navigation
Saison précédente Saison suivante
La saison 2007 du Championnat d'Arménie de football était la 16e édition de la première division arménienne, la Premier-Liga. Les neuf meilleurs clubs du pays sont réunis au sein d'une poule unique où ils s'affrontent quatre fois au cours de la saison, deux fois à domicile et deux fois à l'extérieur. La prochaine édition du championnat comptera 8 équipes, il n'y a donc ni promotion, ni relégation en fin de saison.
Le Pyunik Erevan, tenant du titre depuis 6 saisons, remporte à nouveau le championnat en terminant en tête du classement, avec 5 points d'avance sur le Banants Erevan et 7 sur le Mika Erevan. Il s'agit du 10e titre de champion d'Arménie de l'histoire du Pyunik.
Avant le démarrage de la saison, le club promu de deuxième division, le Lernayin Artsakh Erevan, déclare forfait et n'est pas remplacé.

## Les 9 clubs participants
Durant l'intersaison, le Mika Ashtarak est relocalisé dans la ville d'Erevan.
| - Banants Erevan - Ulisses FC - Kilikia Erevan - Ararat Erevan - Lernayin Artsakh Erevan - Promu de Second Liga mais forfait | - Shirak FC Giumri - Mika Erevan - Pyunik Erevan - Gandzasar Kapan |

## Compétition
Le barème de points servant à établir le classement se décompose ainsi :
- Victoire : 3 points
- Match nul : 1 point
- Défaite : 0 point

### Classement
| Rang | Équipe                            | Pts | J  | G  | N | P  | Bp | Bc | Diff |
| ---- | --------------------------------- | --- | -- | -- | - | -- | -- | -- | ---- |
| 1    | Pyunik Erevan T                   | 57  | 28 | 18 | 3 | 7  | 58 | 22 | +36  |
| 2    | Banants Erevan C                  | 52  | 28 | 16 | 4 | 8  | 56 | 26 | +30  |
| 3    | Mika Erevan                       | 50  | 28 | 14 | 8 | 6  | 42 | 24 | +18  |
| 4    | Ararat Erevan                     | 49  | 28 | 15 | 4 | 9  | 49 | 42 | +7   |
| 5    | Gandzasar Kapan                   | 39  | 28 | 11 | 6 | 11 | 35 | 31 | +4   |
| 6    | Shirak FC Giumri                  | 34  | 28 | 9  | 7 | 12 | 27 | 37 | -10  |
| 7    | Ulisses FC                        | 30  | 28 | 8  | 6 | 14 | 21 | 46 | -25  |
| 8    | Kilikia Erevan                    | 5   | 28 | 1  | 2 | 25 | 10 | 70 | -60  |
| 9    | Lernayin Artsakh Erevan P Forfait |     |    |    |   |    |    |    |      |

|  | Qualification pour la Ligue des champions 2008-2009                        |
|  | Qualification pour la Coupe UEFA 2008-2009                                 |
|  | Qualification pour la Coupe UEFA 2007-2008                                 |
|  | Qualification pour la Coupe Intertoto 2008                                 |
|  | T Tenant du titre C Vainqueur de la Coupe d'Arménie P Promu de Second-Liga |

## Bilan de la saison
| Championnat d'Arménie de football 2007 |                           |
| Champion                               | Pyunik Erevan (10e titre) |
| Coupes et trophées                     |                           |
| Vainqueur de la Coupe d'Arménie 2007   | Banants Erevan            |
| Qualifications continentales           |                           |
| Ligue des champions 2008-2009          | Pyunik Erevan             |
| Coupe UEFA 2007-2008                   | Banants Erevan            |
| Coupe UEFA 2008-2009                   | Ararat Erevan             |
| Coupe Intertoto 2008                   | Mika Erevan               |
| Promotions et relégations              |                           |
| Promus en Premier-Liga                 | Aucun                     |
| Relégués en Second-Liga                | Aucun                     |